# Feuersteinbeil von Wodarg
Das Feuersteinbeil von Wodarg im Landkreis Mecklenburgische Seenplatte in Mecklenburg-Vorpommern wurde im Jahre 2003 im Rahmen der Trassengrabungen für die Bundesautobahn 20 westlich von Wodarg gefunden. Es lag in der Uferzone eines verlandeten Teiches. Es handelt sich um ein auffallend großes, unbeschädigtes Steinbeil aus Feuerstein. 

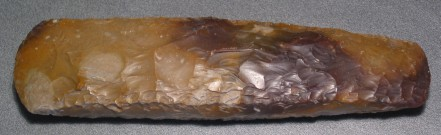
Ein in der Form vergleichbares Beil

## Beschreibung
Die Beilklinge hat eine Länge von 26,5 cm (bei Durchschnittswerten um 15 cm) und eine Schneidenbreite von 5,75 cm. Der rechteckige Nacken hat eine Dicke von 1,9 cm und eine Breite von 3,5 cm. Das ungewöhnlich schlanke Objekt gehört zur Gruppe der so genannten „dicknackigen Beile“. Das ungeschliffene Beil ist arbeitstechnisch gesehen gar nicht gebrauchsfertig. Durch die Einlagerung im eisenhaltigen Wasser hat es eine hellbraune Patina.
Das Rohmaterial des aus einer großen Feuersteinplatte hergestellten Beiles stammt wahrscheinlich aus einer an Feuerstein reicheren Gegend als Wodarg. Wodarg liegt im Bereich einer weichseleiszeitlichen Grundmoräne, wo Feuersteine, die Faustgröße überschreiten und von guter Qualität sind, selten vorkommen. Während der Jungsteinzeit war es üblich, nur grob zugeschlagene Rohlinge zu transportieren. Ob die Klinge von Wodarg als Rohmaterial in die Region gelangte und vor Ort vollendet wurde, lässt sich nicht feststellen. 
Das Beil zeigt die Handschrift eines Fachmanns. Der Kantenverlauf ist gleichmäßig, die perfekt gearbeitete Schneidenpartie geht ohne Absatz in schwach gewölbte Breitseiten über. Auf diesen Seiten ist eine kleine unbearbeitete Fläche erkennbar, welche noch die ursprüngliche Oberfläche der Flintknolle, die so genannte Rinde (cortex), aufweist. Dieses Detail zeigt, dass das Beil aus einer Flintplatte geschlagen wurde, die nicht dicker als das Endprodukt war.

## Datierung
Das Beil lässt sich nur über Vergleichsfunde datieren. Dicknackige Beile tauchen im Mittelneolithikum III auf (etwa 3000 v. Chr.) und wurden bis ins Spätneolithikum hergestellt (etwa 2000 v. Chr.). Innerhalb dieser Zeitspanne veränderten sich allerdings sowohl ihre Form als auch die Art der Bearbeitung, wodurch eine Grobdatierung möglich ist. Die Form, die leichte Krümmung der Klinge und der kleine Schmalseitenwinkel erlauben die Zuordnung zu den dicknackigen Beilen vom Typ I B, die mit der älteren Schnurkeramik zu verbinden sind und zwischen 2800 und 2600 v. Chr. entstanden. 

## Fundort
Gefunden wurde das Steinbeil im verlandeten Bereich eines 170 m langen Teiches. Die Lage am Rand eines Moores oder Gewässers  und die ungewöhnliche Größe des Beiles sind typische Merkmale eines absichtlich niedergelegten Depots beziehungsweise Hortes. Jungsteinzeitliche Deponierungen von überdurchschnittlich großen Beilen, aber auch von anderen Gegenständen sind aus Norddeutschland und Südskandinavien in großer Zahl bekannt. Während markierte Horte auch als Verwahrfunde gedeutet werden können, sind unmarkiert vergrabene Horte und Gewässerfunde vermutlich aus religiösen Gründen geopfert worden. Die Sitte, Gegenstände, Tiere und gelegentlich sogar Menschen in Feuchtbiotopen zu opfern, steht vermutlich mit einem Fruchtbarkeitskult der jungsteinzeitlichen Bevölkerung in Zusammenhang. Das Wodarger Beil kann aufgrund seiner Größe nicht verloren gegangen sein. Die Niederlegung im Uferbereich eines Gewässers, wo die Klinge nur mit Mühe wieder geborgen werden konnte, schließt einen Verwahrfund aus. Somit bleibt als wahrscheinlichste Interpretation, dass dies ein Beilopfer für die Götter war.